# Niabouri (département)
Cet article concerne le département et la commune rurale. Pour le village chef-lieu, voir Niabouri.
Niabouri est un département et une commune rurale de la province de la Sissili, situé dans la région du Centre-Ouest au Burkina Faso.

## Géographie

### Démographie
- En 2003, le département comptait 17 980 habitants estimés[2].
- En 2006, le département comptait 18 958 habitants recensés[3].
- En 2019, le département comptait 30 352 habitants recensés[1].

## Administration

### Villages
Le département et la commune rurale de Niabouri est administrativement composé de dix-sept villages, dont le village chef-lieu homonyme (données de population consolidées issues du recensement général de 2006 :
- Bakuo (1 367 habitants)
- Bazena (686 habitants)
- Bon (3 090 habitants)
- Danfi-Dagara (1 765 habitants)
- Danfi-Nuni (834 habitants en 2006, y compris le village de Lantiaro détaché en 2012)
- Diyou (53 habitants)
- Kabaro (1 665 habitants)
- Kasso (785 habitants)
- Lantiaro (depuis 2012, population non estimée, encore rattaché à Danfi-Nuni en 2006[4])
- Lapone (1 717 habitants en 2006, y compris le village de Linsé détaché en 2012)
- Lassané (794 habitants)
- Linsé (depuis 2012, population non estimée, encore rattaché à Lapone en 2006[4])
- Niabouri (1 632 habitants), chef-lieu
- Payalo (ou Payao) (1 397 habitants)
- Pourou (1 493 habitants)
- Sadon (1 375 habitants)
- Samon (305 habitants)